# Prolatoia perileuce
Prolatoia perileuce är en fjärilsart som beskrevs av Holland 1893. Prolatoia perileuce ingår i släktet Prolatoia och familjen snigelspinnare. Inga underarter finns listade i Catalogue of Life.